# Martine Poulain

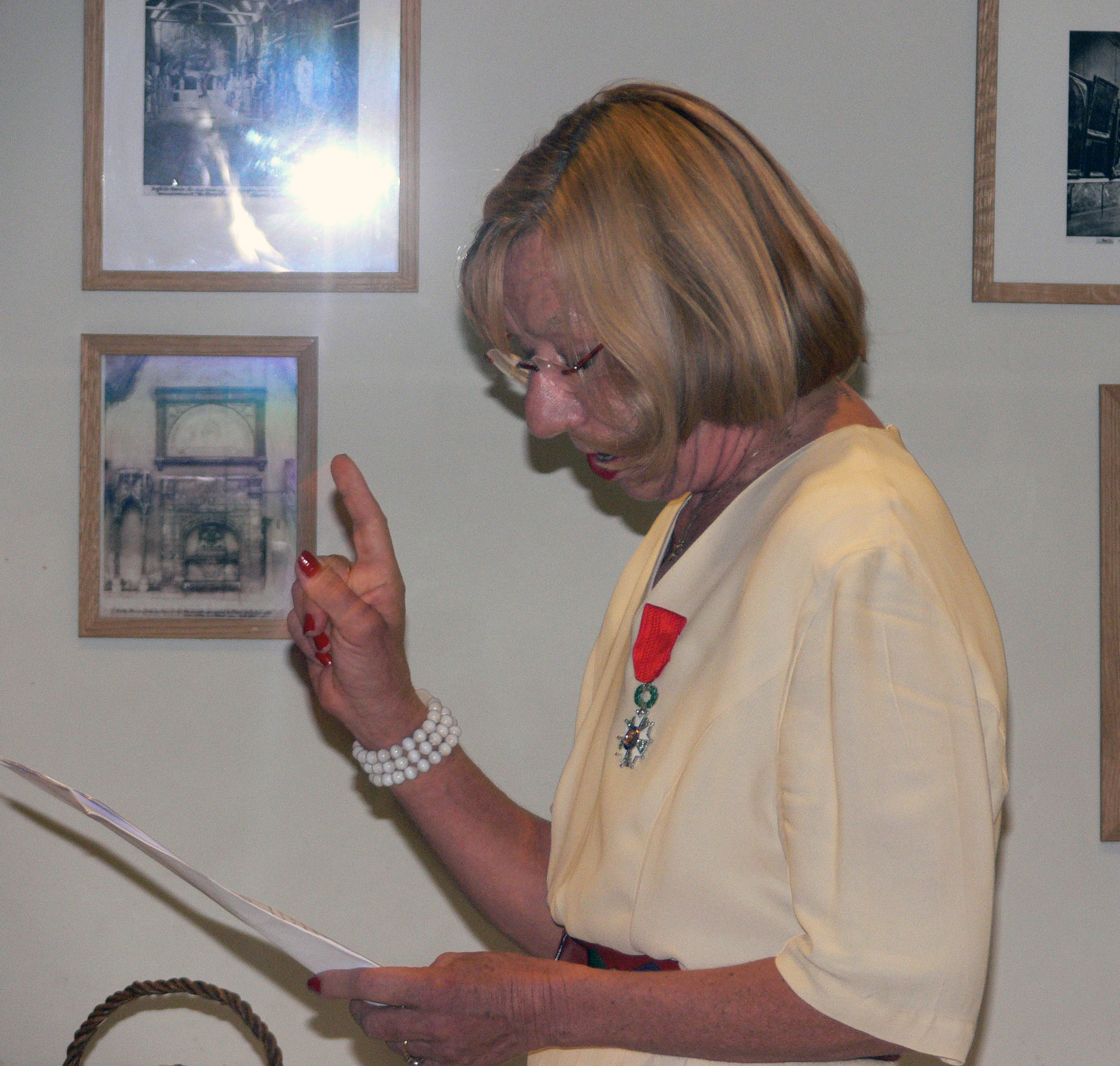
Martine Poulain à la cérémonie de la légion d'honneur en 2012.

Martine Poulain, née en 1948, est une bibliothécaire française.

## Biographie
Après des études de sociologie et de littérature, Martine Poulain devient conservatrice des bibliothèques. Elle met d’abord à profit ses connaissances sociologiques en devenant membre, puis responsable du Service des études et de la recherche de la Bibliothèque publique d'information (Bpi). Féministe, elle participe par exemple à la rédaction du journal Histoires d'elles. 
Connaissant bien le domaine professionnel, elle devient rédactrice en chef du Bulletin des bibliothèques de France et le demeure de 1990 à 1998 avant de prendre la direction de Médiadix et de cofonder l’IUP Métiers du livre à l’université Paris X. Entretemps, elle soutient un doctorat en sociologie puis une habilitation à diriger des recherches.
Elle est co-commissaire de l'exposition Censures, tenue au Centre Georges Pompidou en 1988, puis membre actif du Comité de défense de Salman Rushdie en France.
En 2002, elle devient directrice de la Bibliothèque de l'Institut national d'histoire de l'art (INHA) jusqu'à son départ à la retraite en 2013.
À partir de 1992, elle dirige la collection « Bibliothèques » aux Éditions du Cercle de la librairie, y publie plus de 140 titres, ce jusqu'à l'arrêt de la collection en 2019.
Membre du Comité d'histoire du ministère de la Culture et des institutions culturelles de sa création à février 2002, elle est nommée chevalier de l'ordre national du Mérite en 1993 et chevalier de la Légion d'honneur en 2012.

## Œuvres
Martine Poulain a toujours été chercheuse en même temps que bibliothécaire.
Les premières études de Martine Poulain ont trait à la sociologie des bibliothèques, en lien avec son poste de la Bpi. Elle s’intéresse cependant rapidement à l’histoire des bibliothèques, notamment au XXe siècle, dont elle est actuellement une des meilleures spécialistes, ainsi qu'à l'histoire du livre en général. Elle a ainsi dirigé un volume de l’Histoire des bibliothèques françaises, a mené  plusieurs recherches consacrées à la censure du livre au XXe siècle et a récemment publié la première étude sur les bibliothèques françaises pendant la Seconde Guerre mondiale. Dans cette étude, Livres pillés, lectures surveillées : les bibliothèques françaises sous l'Occupation, Martine Poulain dresse un bilan, regroupant les listes des personnes et des institutions spoliées. Ces données ont été mises en ligne sur le site du Mémorial de la Shoah. L’autrice chiffre aussi les destructions dues à la guerre : 31 bibliothèques totalement détruites et 40 partiellement sinistrées, et près de deux millions de livres disparus. Les spoliations de livres s’élèvent à dix millions.   
S'appuyant sur une importante correspondance et de nombreuses archives, Martine Poulain retrace l'itinéraire de la Marquise Arconati-Visconti autour de ses deux passions : la politique et l'art. Elle sonde les "contradictions d'une femme d'influence misogyne", républicaine et antidreyfusarde, collectionneuse et mécène. 
- Publics à l'œuvre : pratiques culturelles à la Bibliothèque publique d'information du Centre Pompidou, Paris, La Documentation française, 1986 (avec Jean-François Barbier-Bouvet)
- Pour une sociologie de la lecture : lecture et lecteurs dans la France contemporaine, collectif sous la direction de Martine Poulain, Paris, Éd. du Cercle de la librairie, 1988
- Censures : de la Bible aux Larmes d’Eros, Paris, BPI-Centre Georges Pompidou,1988 (codir.)
- « Moi Henri Beyle, dix ans, lecteur », in Nouvelle Revue de psychanalyse, printemps 1988
- Histoire des bibliothèques françaises. [IV], Les bibliothèques au XXe siècle (1914-1990), Paris, Promodis-Éd. du Cercle de la librairie, 1992
- Les bibliothèques publiques en Europe, Paris, Éd. du Cercle de la librairie, 1992 (dir.)
- Lire en France aujourd'hui, Paris, Éd. du Cercle de la librairie, 1993 (dir.)
- « Le procès de l’Amant de Lady Chatterley en 1960 à Londres : quels censeurs et quels lecteurs pour le livre de poche ? », in Éditions et pouvoirs, dir. Jacques Michon, Sainte-Foy, Québec, Les Presses de l'université de Laval, 1995
- L'action culturelle en bibliothèque, Paris, Éd. du Cercle de la librairie, 1998 (codir.)
- Littérature contemporaine en bibliothèque, Paris, Éd. du Cercle de la librairie, 2001 (dir)
- Martine Poulain, Pamela Spende Richards (dir), Hermina B. Anghelescu (éd.), Books, Libraries, Reading, and Publishing in the Cold War, Center for the Book in the Library of Congress, 2001
- « Retourner à Tocqueville pour comprendre l'histoire comparée des bibliothèques américaines et françaises », in Bulletin des bibliothèques de France, n° 5, 2002
- « Lo scrittore, l'editore, il censore, il lettore : saggio sui paratesti della Nouvelle Héloïse », in Iditorni del testo. Approcci alle periferie del libro, Rome, edizioni dell'Ateneo, 2005
- (sous la direction de Pascal Fouché, Daniel Péchoin, Philippe Schuwer, et la responsabilité scientifique de Pascal Fouché, Jean-Dominique Mellot, Alain Naves, Martine Poulain, Philippe Schuwer), Dictionnaire encyclopédique du livre,  2002-2012
- La censure du livre : histoire de l'édition française, 1945-1995, Paris, Electre-Le Cercle de la librairie, 1998
- Livres pillés, lectures surveillées : les bibliothèques françaises sous l'Occupation, Paris, Gallimard, 2008 Compte rendu. Folio, 2011.
- « Des livres spoliés durant la seconde guerre mondiale déposés dans les bibliothèques : une histoire à connaître et à honorer », in Bulletin des bibliothèques de France, n° 4, 2014
- Les bibliothèques dans l'université, Paris, Le Cercle de la librairie, 2015 (codir)
- « Je suis Charlie, juif, flic, musulman, mais surtout je suis républicain », in Bulletin des bibliothèques de France, n° 5, 2015
- « Collections et bibliothèques d’art spoliées par les nazis, deux pertes irréparables », Perspective, 2 | 2016, 153-160 [mis en ligne le 30 juin 2017, consulté le 31 janvier 2022. URL : http://journals.openedition.org/perspective/6905 ; DOI : https://doi.org/10.4000/perspective.6905].
- Où sont les bibliothèques françaises spoliées par les nazis ?, Villeurbanne, Presses de l'ENSSIB, 2019 (dir.)
- Marie Arconati Visconti. La passion de la République, Paris, Presses universitaires de France, 2023